# Concert per a violí (Schönberg)
El Concert per a violí, op. 36, d'Arnold Schönberg és un concert reprès i deixat diverses vegades des de 1934 fins al 1936. Concebut com «intocable», segons Heifetz, aquest concert ha pres més temps que altres per aconseguir l'èxit d'altres obres llegendàries. Però és una peça profundament gratificant en què Schönberg fa servir la seva famosa tècnica de 12 tons artísticament, sense sacrificar el contingut expressiu de la música.

## Història
Schönberg va començar a compondre el concert l'any 1934 i, després de diverses pauses, el va acabar el 1936. En aquesta època, el compositor s'estava a Amèrica, ja que a causa del seu origen jueu, va emigrar als Estats Units el 1933, intentant fugir del nazisme. Als Estats Units, Schönberg va completar alguns dels seus treballs més coneguts, entre els quals es troben el Quartet de Corda Nº 4 (que està dedicat a Elisabeth Sprague Coolidge i compost el 1936), la Musicalització per l'oració del Kol Nidre (1939), un Concert per a piano (1942), així com Un supervivent a Varsòvia (1947) per a orador, cor masculí i orquestra, que tracta sobre les experiències d'un home al gueto de Varsòvia.
Al desembre de 1927, el compositor en una entrevista realitzada a París per a la revista sobre teatre Comoedia deia: «Estic pensant a compondre un concert per a violí, per donar una nova inspiració per a la música de violí». Per tant, veiem que li idea de compondre el Concert per a violí Op. 36 rondava diversos anys abans de començar.
La més important dins de les seves noves amistats durant la seva estada a Amèrica, va ser la de Carl Engel. Nascut a París el 1883, va ser un dels més importants musicòlegs americans, que es va convertir en un devot amic de Schönberg i en un dels seus més actius promotors fins a la seva mort.

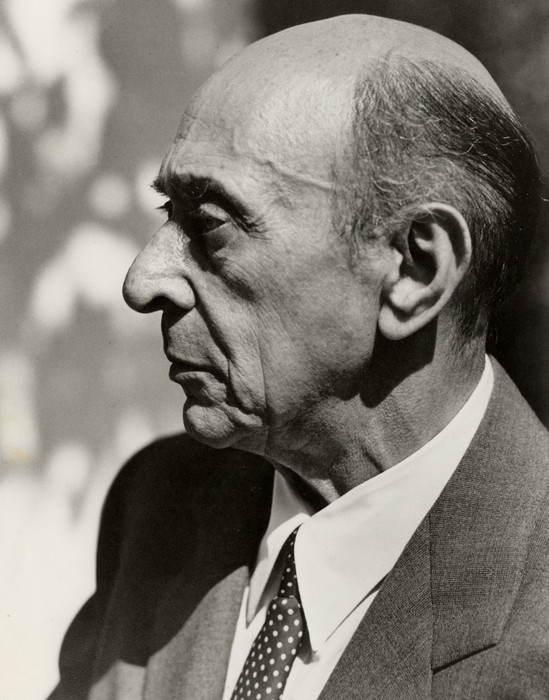
Arnold Schönberg (LA) 1948

L'estiu de Nova York tenia un aire tan humit que feia que la malaltia de Schönberg empitjorés, així que els Schoenberg van abandonar la ciutat i es van instal·lar a Chautauqua al juliol de 1934. La parella va romandre allà fins a mitjan setembre. Allà és on es va iniciar el treball del primer moviment del Concert per a violí, que acabaria l'11 de setembre.
El fracàs de Karl Engel en els intents d'assegurar la subsistència de Schönberg mitjançant conferències a universitats i escoles superiors va suposar un greu cop tant per les seves perspectives materials com per a la seva autoestima. No se sap perquè va quedar interrompuda l'obra, però la preocupació que el compositor patia en aquesta època segurament tingués alguna cosa a veure.
La peça està dedicada al compositor i deixeble Anton Webern (1883-1945) i consta de tres moviments. Karl Engel es va interessar pel concert i el 14 d'octubre li va preguntar a Schönberg si ja tenia intèrpret per a l'estrena. El dia 18 el compositor li responia que estava en contacte amb Jascha Heifetz per a això, però que no estava convençut de tenir èxit. Heifetz va rebutjar l'estrena, que no es va celebrar fins al 6 de desembre de 1940. El director d'orquestra Leopold Stokowski va estrenar l'obra al capdavant de l'Orquestra de Filadèlfia, amb Louis Krasner com a solista, el mateix que quatre anys abans havia estrenat el Concert per a violí d'Alban Berg, deixeble de Schönberg.

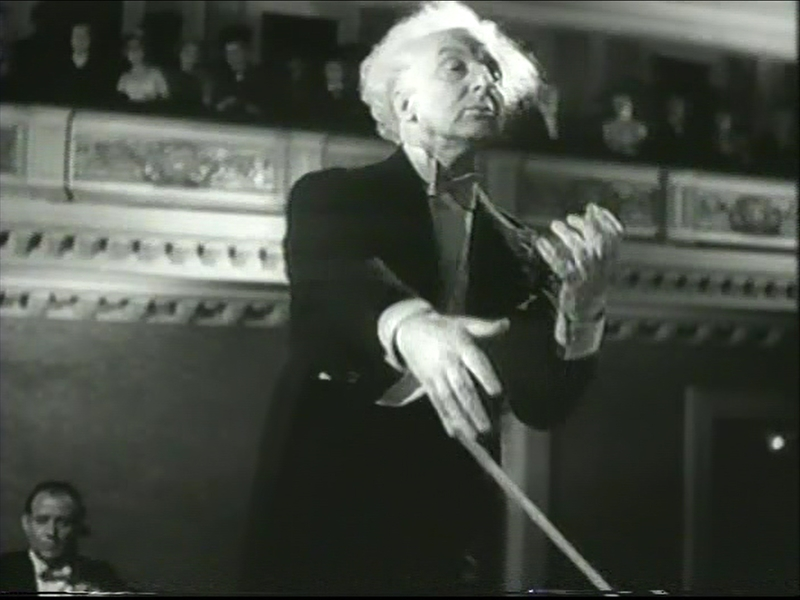
Leopold Stokowski, director que va estrenar el concert el 6 de desembre de 1949

Louis Krasner, concertista i virtuós de l'època, va ser professor a la Universitat de Syracuse, el Conservatori de Nova Anglaterra i en Tanglewood. Krasner va fer el primer enregistrament i va estrenar el Concert per a violí d'Alban Berg, en diverses ciutats d'Europa i Amèrica, entre elles Barcelona, el 19 d'abril de 1936.
Mentre estava de gira amb el concert d'Alban Berg, Krasner estava en contacte amb Schönberg, que ja s'havia traslladat als Estats Units i havia completat el Concert per a violí Op. 36.
Krasner va acceptar el repte del concert de Schönberg, i va començar amb ell. "Van passar sis mesos fins que vaig començar a entendre-ho" va dir Louis Krasner. Ell va tocar amb tanta força que hi va haver moments en què gairebé va semblar que se li cauria l'arc. El desconcertat públic no podia saber si totes les notes «intocables» del concert de Schönberg s'estaven tocant o no. Quan el concert va acabar, l'orquestra semblava avergonyida, i el públic, impressionat per una gesta evident de força i habilitat, va ofegar alguns discrets ovacions i aplaudiments.
Dels dos estrenes, el de Schönberg no va ser tan reeixit com el Berg, però Krasner va continuar tocant en concerts, i la Discogràfica GM va llançar els seus primers enregistraments de les dues obres en un disc compacte. Diversos compositors n'admiraven la fluïdesa tècnica i la calidesa musical. Això el va portar a fer les estrenes diverses obres de compositors americans, entre ells Roger Sessions, Henry Cowell i Roy Harris.
| (Carta de Schoenberg a Louis Krasner el 2 de desembre de 1945, després de la segona actuació de Krasner del concert, el 30 de novembr] 1945 sota la direcció de Dimitri Mitropoulos) Benvolgut senyor Krasner: Ara, que el dur treball ha acabat, podria potser molestar amb el meu desig de rebre un informe detallat sobre aquesta actuació. Especialment els següents punts em resulten de gran interès: Són clares les meves indicacions dels tempos? Com està l'orquestra que fa a les dinàmiques? El violí predomina fàcilment, o hi ha zones fosques, on és difícil o fins i tot impossible? Pot nomenar seccions que d'acord amb les seves opinions han estat clarament rebutjades pel públic o per amants de la música? I algunes que hagin resultat agrables? No guardi rancor a les meves preguntes: Vostè i el Sr. Mitropoulos són les dues úniques persones en l'actualitat que poden respondre. Seria bo si també preguntés al Sr. Mitropoulos sobre aquesta problemàtica. De nou, hauria de haver-te felicitat per l'assoliment de tocar aquesta música tan difícil de nou, si bé podria ser molt més gratificant tocar els altres 5 o 6 concerts per a violí, com fa Heifetz […] |

## Estil i forma

### Sèrie
El Concert per a violí utilitza la tècnica dodecafònica. Va ser un sistema de composició musical creat pel mateix Schönberg en el qual es dona la mateixa importància a totes les notes de l'escala cromàtica. És a dir, no existeix cap mena de jerarquia, a diferència d'altres sistemes en els quals hi ha una nota central i les altres compleixen relacions harmòniques o modals. Estructura l'obra musical sobre una les dotze notes de l'escala cromàtica, presentats un sol cop i en un ordre determinat pel compositor. No pot repetir cap de les notes sense que les altres onze hagin estat tocades prèviament. En aquest concert la sèrie està molt en primer pla. Al començament del concert, la sèrie es distribueix entre el violí i les cordes que l'acompanyen, però tan aviat com el violí surt de la corda G, podem sentir clarament la sèrie. (En l'orquestra a la vegada, s'escolta de manera menys audible, la inversió de la sèrie una cinquena per sota.) La sèrie del concert és:

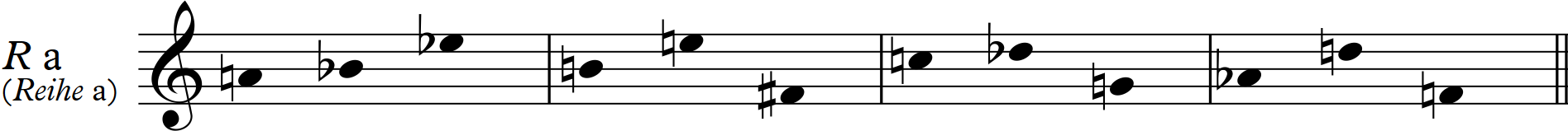
Sèrie dodecafònica del concert

«No es pot analitzar mirant únicament les notes. Jo almenys gairebé mai trobo les relacions visualment, sinó que les sento», escrivia Schönberg el 1932 en la seva conferència per a l'emissora Frankfurter Rundfunk a propòsit dels quatre Lieder per a orquestra Op. 22. Amb això traçava la línia divisòria entre la seva accepció de la música i la presumptament científica accepció de tots els teòrics que confiaven a la lectura ocular.
Els que van assistir als seus cursos d'Anàlisi musical a Berlín des de 1931 saben fins a quin punt va ser total el seu distanciament respecte a la composició habitual de les formes musicals, fins i tot quan aquesta era practicada per membres del seu propi cercle d'alumnes i amics.

### Cèl·lules germinals
Schönberg usava com a inspiració petites «cèl·lules germinals tonals» que tornaven a ell com idees fixes. Reapareixen en disposició vertical o bé horitzontal, com a grups melòdics o en acords, el que respon de ple al sentit de l'«espai musical» que Schönberg descriuria només en la seva època de compositor i teòric de la música madur. En la imatge de sota, apareixen aquestes cèl·lules en els compassos 8 i 11 (la - sib- MIB / re - reb - lab)

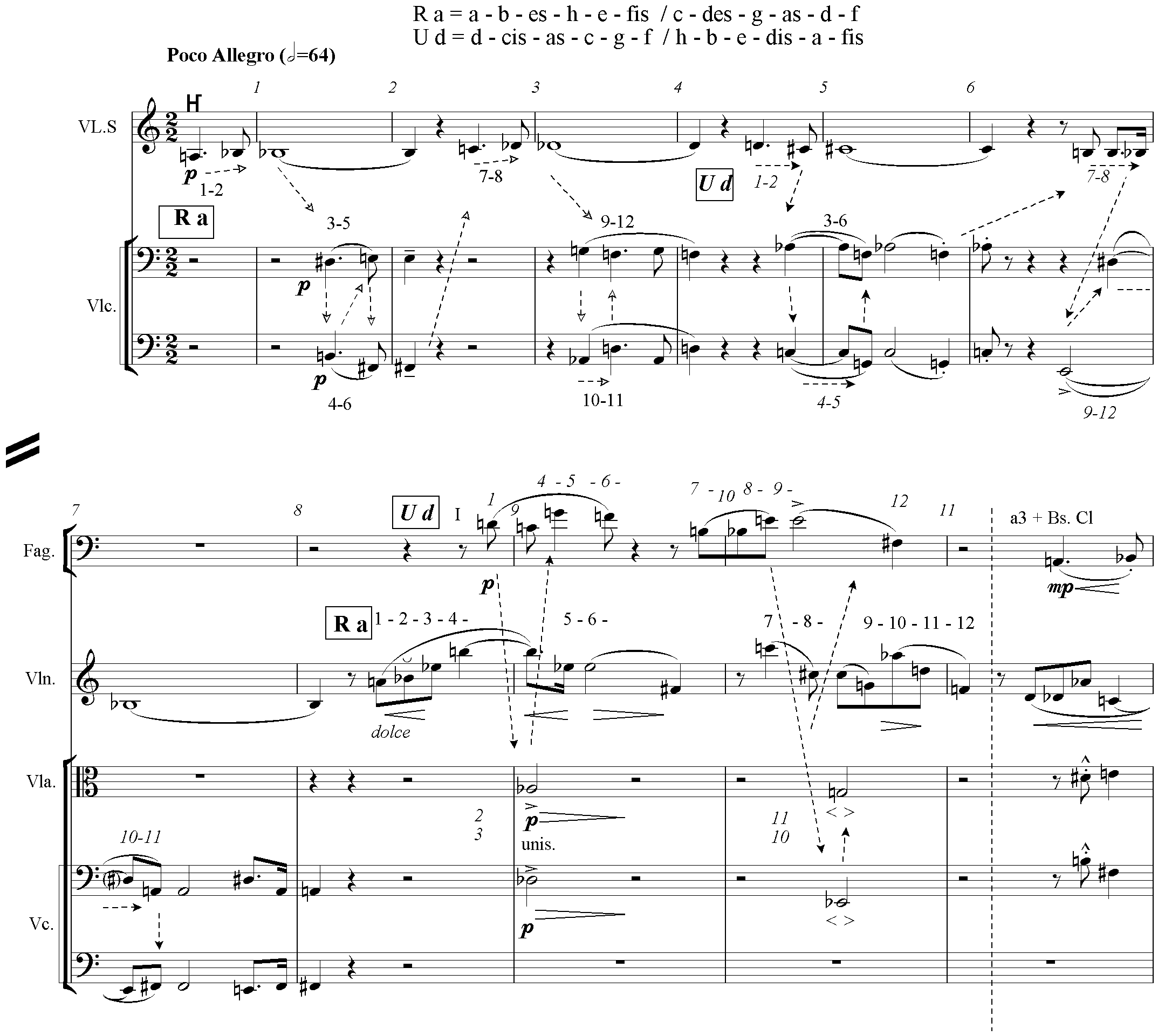
Cèl·lules germinals en els compassos 8 i 11

Aquests motius consten de tres notes, i en general sumen tres tons entre si. S'uneixen i camuflen entre els seus iguals, ampliant-se a motius més grans. És un grup que conté entre si tres intervals: semitò, quarta i tritó. Els tres tons s'intercanvien entre si de forma permutatòria. Es reflecteixen en les tres formes especulars que admet la música. S'integren en tonalitats però contribueixen també a dissoldre la tonalitat. Aquesta idea, germina en la majoria de les obres de Schönberg, com al lied «Warnung», al Sextet de corda «La nit transfigurada», Quartets de corda Op. 7 i Op. 10… entre moltes altres.
En el Concert per a violí Op. 36, aquestes cèl·lules germinals operen al llarg de tota la forma de la peça, actuant com a motiu. En les tres seqüències desiguals de tons, l'oïda reconeix les connexions entre si, com metamorfosi d'una cèl·lula.

### Esquema formal
L'esquema formal de l'obra són tres moviments basats en fonaments clàssics fermes (ràpid-lent-ràpid). Essencialment, el primer moviment és, de fet, una forma sonata, i el segon, Andante Grazioso, una forma ternària relativament simple. El tercer moviment és un rondó que en la cadència abans del final, remata el conjunt de l'obra en forma cíclica. El desenvolupament d'aquest final és molt més dinàmic que el de costum per a un rondó. El seu caràcter rítmic, per exemple, emergeix subtilment: Amb el retorn del tema, és quan el moviment declara obertament la seva lleialtat a la marxa. Hi ha un segon cadenza just abans del final, que completa el conjunt de l'obra de manera cíclica
El moviment Poco Allegro - Vivace és una forma sonata amb cadència. Empra una àmplia varietat de formes de la sèrie, i apareixen diverses vegades les cèl·lules germinals esmentades anteriorment. El primer moviment comença amb un motiu de semitons clar derivat dels nombres 1,2,7,8 de la sèrie. Aquest motiu opera en diversos nivells diferents; com a motiu per al desenvolupament i la variació i com una figura explícitament expressiva, que fa referència als sospirs cromàtics i les appoggiatures del gran repertori tonal.

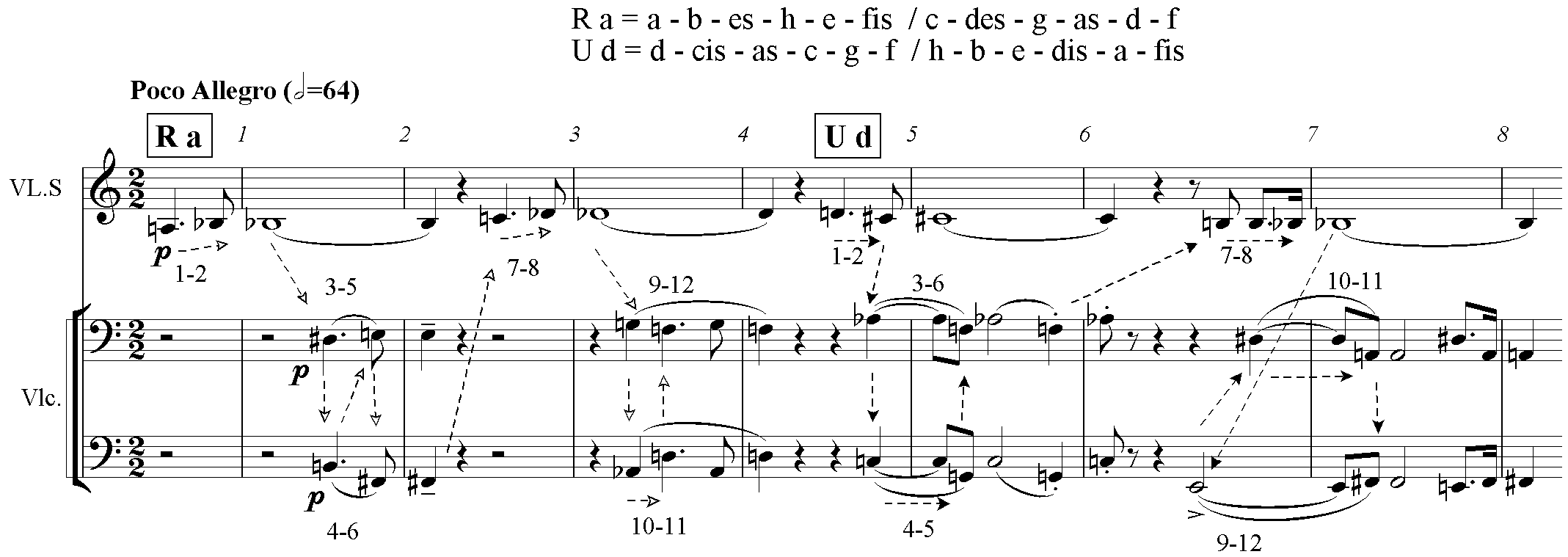
Exemple de la sèrie (1,2,7,8) - Concert de violí - compassos 1-8

### Curiositats
L'original té diverses anotacions curioses. A la pàgina 13 apareix escrit amb tinta xinesa negra: 
| « | Aquí em vaig parar, quan em quedaven per omplir 29 compassos que estaven només esbossats, i vaig haver de ficar-me al llit el 15 de setembre per a tres setmanes (ja porto 19 dies). | » |

Al marge inferior de la mateixa pàgina apareix en tinta normal: 
| « | Ningú es creurà que quan vaig anotar en la partitura el compàs 222, el que vaig pensar va ser: Aquesta vegada no m'he confós fins ara en la numeració dels compassos. I de seguida vaig pensar: bé, s'ha acabat. Un minut més tard vaig descobrir que en el compàs 223 m'havia oblidat el nombre, en la pàgina 13! Just on m'havia interromput! | » |

En una pàgina anterior de l'original, Schönberg havia comprovat que 169 (el nombre del compàs recentment escrit) era 13 × 13. Sabem que era supersticiós, i que des dels seus temps de Viena, tenia por a l'ominós número 13. El títol de l'òpera Moisès i Aaron ho escriu, en contra de l'ortografia tradicional, Moses und Aron: si no, el títol hauria comptat amb 13 lletres! Aquesta superstició se li va aguditzar amb l'edat.

## Instrumentació
L'orquestra que acompanya al violí solista en aquest concert està formada pels següents instruments musicals:
- 3 Flautes (amb piccolo)
- 3 Oboès
- 3 Clarinets (clarinet piccolo, clarinet i clarinet baix)
- 3 Fagots
- 4 Trompes
- 3 Trompetes
- 3 Trombons
- Tuba
- Percussió
- Cordes

## Interpretacions destacades

### La interpretació de Hilary Hahn (2008)
Segon Hugh Collins Rice, sobretot, ens recorda els poders expressius de la música de Schönberg i la seva sonora narrativa estructural. Aquest concert és una demostració detallada de com les tècniques de Schönberg de manipulació serial, aconsegueixen aquests resultats tan expressius i dramàtics.(Hilary Hahn Violin Concertos · Jean Sibelius, Arnold Schoenberg. Swedish Radio Symphony Orchestra; Esa-Pekka Salonen. Int. Release 03 Mar. 2008).
Les comparacions amb aquest altre gran Concert per a violí de la segona escola vienesa - el d'Alban Berg - són molt instructives. El Concert d'Alban Berg ha entrat en el repertori violinístic com cap altra obra de la segona escola vienesa ho ha fet i no obstant això, com Hahn comenta a les notes per al seu enregistrament, en l'escolta, el concert de Schönberg sembla bastant accessible, vàlid per mostrar el potencial interpretatiu, i lluny de ser impossible de tocar.

Hilary Hahn:
| « | <"Schönberg és innovador. Fes servir formes que nosaltres no esperem d'un concert per a violí: les tècniques de composició de Schönberg van ser pioneres, i com a oient, mai se sap el que li espera a la següent corba. Però avui en dia, no és un concert inaccessible com es rumorejava llavors. És emocionant, música commovedora i molt romàntica. Altament imaginativa, i perfectament enfocada per Schönberg a aquella nova tècnica musical, anomenada dodecafonisme. | » |

### La interpretació de Louis Krasner (1952)
La interpretació de Krasner sota la direcció de Dimitri Mitropoulos segon Edward A. Lippman: 
| « | En l'aspecte tècnic, l'enregistrament està condicionada pel que podríem anomenar "enginyeria creativa" - una mena de malabarisme irresponsable amb micròfons i intensitats, que poden produir una mala relació entre els instruments. El violí sol, tendeix a ser molt més fort que tota l'orquestra, i algunes seccions de l'obra, inevitablement, són massa sonores i altres no prou.» | » |

 (Concerto for Violin and Orchestra, Opus 36. Louis Krasner, violin; N. Y. Philharmonic-Symphony Orchestra, cond. Dimitri Mitropoulos. BERG: Concerto for Violin and Orchestra. Krasner; Cleveland Orchestra, cond. Artur Rodzinski. 12" LP. Columbia ML 4857).